# Букшань (комуна, Димбовіца)
Букшань, Букшані (рум. Bucșani) — комуна у повіті Димбовіца в Румунії. До складу комуни входять такі села (дані про населення за 2002 рік):
- Букшань (3647 осіб)
- Раковіца (1284 особи)
- Рецоая (530 осіб)
- Хебень (1421 особа)

Комуна розташована на відстані 59 км на північний захід від Бухареста, 16 км на південний схід від Тирговіште, 87 км на південь від Брашова.

## Населення
За даними перепису населення 2002 року у комуні проживали 6882 особи.
Національний склад населення комуни:
| Національність | Кількість осіб | Відсоток |
| -------------- | -------------- | -------- |
| румуни         | 6789           | 98,6%    |
| цигани         | 91             | 1,3%     |
| угорці         | 1              | < 0,1%   |
| серби          | 1              | < 0,1%   |

Рідною мовою назвали:
| Мова      | Кількість осіб | Відсоток |
| --------- | -------------- | -------- |
| румунська | 6876           | 99,9%    |
| німецька  | 4              | 0,1%     |
| угорська  | 1              | < 0,1%   |
| циганська | 1              | < 0,1%   |

Склад населення комуни за віросповіданням:
| Релігія        | Кількість осіб | Відсоток |
| -------------- | -------------- | -------- |
| православні    | 6721           | 97,7%    |
| адвентисти     | 98             | 1,4%     |
| лютерани       | 22             | 0,3%     |
| бретрени       | 19             | 0,3%     |
| п'ятдесятники  | 16             | 0,2%     |
| римо-католики  | 2              | < 0,1%   |
| реформати      | 2              | < 0,1%   |
| греко-католики | 1              | < 0,1%   |

## Зовнішні посилання
- Дані про комуну Букшань на сайті Ghidul Primăriilor [Архівовано 15 травня 2012 у Wayback Machine.]